# Collegio di Lowestoft
Lowestoft è un collegio elettorale situato nel Suffolk, nell'Est dell'Inghilterra, e rappresentato alla Camera dei comuni del Parlamento del Regno Unito. Elegge un membro del parlamento con il sistema first-past-the-post, ossia maggioritario a turno unico; l'attuale parlamentare è Jessica Asato del Partito Laburista, che rappresenta il collegio dal 2024.

## Estensione
- 1885-1918: il borgo di Southwold; le divisioni sessionali di Beccles, Bungay, Lothingland e Mutford; parte della divisione sessionale di Blything e la parte del borgo di Great Yarmouth nella contea del Suffolk;
- 1918-1950: i borghi di Beccles, Lowestoft e Southwold; i distretti urbani di Bungay e Oulton Broad; i distretti rurali di Mutford and Lothingland e Wangford; le parrocchie del distretto rurale di Blything di Benacre, Covehithe, Easton Bavents, Frostenden, Henstead, Reydon, South Cove e Wrentham.
- 1950-1983: i borghi di Beccles, Lowestoft e Southwold; i distretti urbani di Bungay e Halesworth; i distretti rurali di Lothingland e Wainford.
- dal 2024: i ward del distretto di East Suffolk di Beccles and Worlingham; Carlton and Whitton; Carlton Colville; Gunton and St. Margarets; Harbour and Normanston; Kessingland; Kirkley and Pakefield; Lothingland e Oulton Broad.[1]

## Membri del parlamento
| Elezione | Elezione      | Deputato              | Partito               |
| -------- | ------------- | --------------------- | --------------------- |
|          | 1885          | Julius Bertram        | Liberale              |
|          | 1886          | Julius Bertram        | Liberale Unionista    |
|          | 1892          | Harry Foster          | Conservatore          |
| 1900     | Francis Lucas |                       | Conservatore          |
|          | 1906          | Edward Beauchamp      | Liberale              |
|          | Gen 1910      | Harry Foster          | Conservatore          |
|          | Dic 1910      | Edward Beauchamp      | Liberale              |
|          | 1922          | Harry Foster          | Conservatore          |
| 1934 (S) | Pierse Loftus |                       | Conservatore          |
|          | 1945          | Edward Evans          | Laburista             |
|          | 1959          | Jim Prior             | Conservatore          |
|          | 1983          | Collegio abolito      | Collegio abolito      |
|          | 2024          | Collegio ri-istituito | Collegio ri-istituito |
|          | 2024          | Jess Asato            | Laburista             |

## Elezioni

### Elezioni negli anni 2020
| Partito                    | Partito                                      | Candidato                  | Risultati 4 luglio 2024 | Risultati 4 luglio 2024 |
| Partito                    | Partito                                      | Candidato                  | Voti                    | %                       |
| -------------------------- | -------------------------------------------- | -------------------------- | ----------------------- | ----------------------- |
|                            | Laburista                                    | Jess Asato                 | 14 464                  | 34,58                   |
|                            | Conservatore                                 | Peter Aldous               | 12 448                  | 29,76                   |
|                            | Reform UK                                    | June Mummery               | 10 328                  | 24,69                   |
|                            | Verdi                                        | Toby Hammond               | 3 095                   | 7,40                    |
|                            | Lib Dem                                      | Adam Robertson             | 1 489                   | 3,56                    |
|                            |                                              |                            |                         |                         |
| Iscritti                   | Iscritti                                     | Iscritti                   | 74 332                  | 100,00                  |
| ↳ Votanti (% su iscritti)  | ↳ Votanti (% su iscritti)                    | ↳ Votanti (% su iscritti)  | 41 824                  | 56,27                   |
| ↳ Astenuti (% su iscritti) | ↳ Astenuti (% su iscritti)                   | ↳ Astenuti (% su iscritti) | 32 508                  | 43,73                   |
|                            |                                              |                            |                         |                         |
|                            | Esito: collegio a Laburista (nuovo collegio) |                            |                         |                         |